# NGC 3923
NGC 3923 é uma galáxia elíptica (E4) localizada na direcção da constelação de Hydra. Possui uma declinação de -28° 48' 21" e uma ascensão recta de 11 horas, 51 minutos e 01,6 segundos.
A galáxia NGC 3923 foi descoberta em 7 de Março de 1791 por William Herschel.